# Battaglia di Quota 175
La battaglia di Quota 175 (in lingua inglese Battle of Point 175) fu uno scontro militare nel teatro di guerra dell'Africa Settentrionale che ebbe luogo durante l'Operazione Crusader, dal 29 novembre al 1º dicembre 1941, durante la seconda guerra mondiale.
Quota 175 (Point 175) è una piccola altura appena a sud del Trigh Capuzzo, una pista desertica a est di Sidi Rezegh ed a sud di Zaafran, in una posizione che consentiva un controllo visivo e di dominio sull'area circostante di Tobruch.
All'inizio di novembre 1941, Quota 175 era sotto il controllo della fanteria tedesca della divisione zb V. Afrika (in seguito denominata 90. leichte Afrika-Division).
Il 23 novembre 1941, però le truppe della 2ª Divisione neozelandese, carri armati di fanteria della 1ª Brigata carri (New Zealand Army) attaccarono il presidio tedesco e catturarono Quota 175. Le truppe neozelandesi dal 24 al 28 novembre difesero la guarnigione dai tentativi dell'Afrika Corps di rioccupare il presidio. Ma, tra il 29 novembre ed il 1 dicembre 1941 la 132ª Divisione corazzata "Ariete" (comandata dal Generale Mario Balotta) riconquistò definitivamente Quota 175, partecipando alla sconfitta definitiva della 2ª divisione neozelandese (nonostante quest'ultima fosse numericamente più grande).
La divisione neozelandese scambiò i carri armati italiani diretti verso di loro per rinforzi del South African Army lasciandoli avvicinare incontrastati. Appena l'Ariete arrivò alle porte della guarnigione di "Quota 175" 167 uomini del 21º battaglione neozelandese furono fatti prigionieri (inizialmente gli italiani furono sorpresi di trovare l'area non occupata dalle truppe dell'Asse). La 6ª Brigata neozelandese fu quasi distrutta completamente nei combattimenti e alla fine i suoi resti ripiegarono fuggendo a Zaafran. La divisione neozelandese tornò quindi in Egitto per ripararsi, dopo aver subito 4 620 morti, per poi essere dislocata in Asia per partecipare all'offensiva contro i giapponesi, dopo che questi ultimi avevano dato il via all'invasione della Malesia il 7/8 dicembre 1941.

## Antefatto

### Terreno
Il deserto occidentale, è largo circa 390 kilometri (240miglia), da Mersa Matruh in Egitto fino a Gazala sulla costa libica, estendendosi lungo la Via Balbia, l'unica strada asfaltata. Il deserto poi si estende per 150 miglia (240 km) nell'entroterra, segnando il suo limite meridionale a Jaghbub (Giarabub) e Siwa Oasis. Dalla costa, percorrendo 200-300 km nell'entroterra, si incontra una pianura desertica e pietrosa, a circa 150mt s.l.m., fino a incontrare il mare di sabbia.

L'area è popolata da scorpioni, vipere e mosche ed è abitata - in alcuni tratti - da nomadi beduini. In primavera e in estate le giornate sono calde e le notti molto fredde. Lo Scirocco (Gibleh o Ghibli), un vento caldo del deserto, crea spesso tempeste di sabbia, che riducono la visibilità a pochi metri e con pericoli per occhi, polmoni, macchinari, cibo e attrezzature, infatti i veicoli a motore e aerei all'epoca necessitavano di filtri dell'olio speciali.
L'area che comprende Sollum, Maddalena, Bir el Gobi e Tobruk è estremamente vasta e, tranne in prossimità della costa, ha una superficie dura, piatta e aperta, facile da attraversare per i veicoli speciali costruiti per affrontare il deserto. El Adem ed il Trigh Capuzzo si trovano oggi vicino alla tangenziale di Tobruk, costruita durante l'assedio di Tobruk. A circa 19 km a est di El Adem, di fronte a Sidi Rezegh, la tangenziale gira a nord verso Ed Duda, una piccola collina sul lato ovest e Belhamed a est. L'area di Sidi Rezegh, Ed Duda e Belhamed all'epoca era vista come un collo di bottiglia a rischio transito, ma garantiva un elemento strategico sia per il trasporto logistico dell'Asse che per gli Alleati. Nei pressi di Sidi Rezegh era posto il fortino di Quota 175 che dominava la vallata fino a Tobruk.

### Piano dell'Ottava Armata Alleata
L'Ottava Armata prevedeva di ingaggiare e distruggere i carri armati dell'Afrika Korps con i carri armati del XXX Corpo (generale Willoughby Norrie) facenti parte della 7ª divisione corazzata (generale William Gott), mentre la 1ª Divisione sudafricana (generale George Brink) era di supporto sul fianco sinistro delle forze Alleate. Sul fianco destro, invece, era presente il XIII Corpo (generale Alfred Reade Godwin-Austen), supportato dal 4º gruppo corazzato (generale Alexander Gatehouse), e dalla 2ª divisione neozelandese (generale Bernard Freyberg), mentre la 4ª divisione indiana aveva il compito di sbarramento sulla frontiera dell'Asse. I neozelandesi avrebbero dovuto mantenere una posizione di pressione sulla parte posteriore della linea difensiva dell'Asse, a est da Sidi Omar fino alla costa di Halfaya. Quando i carri armati dell'Asse furono sconfitti, il XXX Corpo doveva continuare a nord-ovest fino a Tobruk e attaccare la guarnigione di Quota 175 protetta dagli Arika Corps tedeschi.
In questo modo se le guarnigioni dell'Asse alla frontiera avessero cercato di ritirarsi, i neozelandesi e il resto del XIII Corpo li avrebbero accerchiati ed inseguiti con facilità. In una conferenza il 6 ottobre, il generale Freyberg rimarcò il fatto che la divisione neozelandese non avrebbe dovuto ingaggiare ostilità con le forze dell'Asse senza il supporto dei carri armati britannici, a meno che le forze dei carri armati avversari non fossero già state sconfitte.

## Preludio
Il 23 novembre, la 6ª brigata neozelandese della 2ª divisione neozelandese avanzò verso ovest lungo il Trigh Capuzzo fino a Quota 175, che - oltretutto - era un passaggio obbligato per raggiungere la discesa della valle fino a Sidi Rezegh. Allo spuntare dell'alba i neozelandesi si resero conto di essere arrivati a Bir el Chleta per errore, ma il personale del quartier generale dell'Afrika Korps a quel punto scoprì troppo tardi dell'errore dei neozelandesi e si trovò accerchiato ed impossibilitato di qualunque manovra. In quel momento Quota175 era occupata dal I e II battaglione del 361º Reggimento Afrika della Divisione zb V. Afrika, che aveva un numero insolitamente elevato di mitragliatrici e mortai. Al termine dell'alba i neozelandesi e i carri armati di fanteria annessi della 1 brigata carrio invasero la guarnigione tedesca e fecero 200 prigionieri.
Entro il 25 novembre la 6ª e la 4ª brigata neozelandese erano avanzate verso ovest da Quota 175 lungo il Trigh Capuzzo. La 4ª brigata, poi, raggiunse Zaafran e la 6ª Brigata arrivò, infine presso l'aeroporto di Sidi Rezegh e dopo vari scontri con i tedeschi ed i Bersaglieri italiani riuscirono a controllare l'intera area (fino a Tobruk).

## Battaglia di Quota 175 (Battle of Point 175)

### 29 novembre
La mattina del 29 novembre, la 15ª divisione Panzer partì a ovest, viaggiando a sud di Sidi Rezegh. I resti della 21ª divisione Panzer (Generalmajor Johann von Ravenstein) avrebbero dovuto salire sulla destra per formare una tenaglia, ma erano disorientati nella navigazione dopo che erano stati sconfitti dai neozelandesi nella guarnigione di Quota 175.
Quando tutta l'area sembrava finalmente posta sotto il controllo alleato, alle 5:00 p.m., il 21º Battaglione neozelandese fu invaso a sorpresa da alcuni gruppi della 132ª Divisione Corazzata Ariete (generale Mario Balotta). Dopo aver sconfitto diversi attacchi corazzati della 4ª e 22ª brigata corazzata neozelandesi, Balotta ordinò alla sua divisione "Ariete" di continuare a spostarsi a nord verso la scarpata per poi convergere a ovest a una velocità 9,7km/h verso Quota 175.
Balotta ordinò alla sua divisione che indossava uniformi color cachi di esibire anche i baschi neri (un vestiario molto simile a quello dei soldati britannici e sud africani). A quel punto, i neozelandesi, dopo aver ricevuto un convoglio di rifornimenti all'inizio della giornata e aspettandosi l'arrivo della 1ª brigata sudafricana da sud-ovest, scambiarono i carri armati italiani per auto blindate sudafricane Marmon-Herrington. Appena l'Ariete si avvicinò a Quota 175 i neozelandesi (convinti che si trattasse della brigata sudafricana) emersero dalla copertura per salutare i carri in avvicinamento, scoprendo ormai troppo tardi trattarsi di soldati italiani. L'Ariete, in questo modo, fece prigionieri dopo pochi minuti circa 200 uomini il 21º battaglione neozelandese. Howard Kippenberger scrisse dopo la guerra,
(Kippenberger, 1949 pp 94–95)
Dopo questo iniziale successo, l'Ariete continuò ad attaccare e 24º e il 26º battaglione neozelandesi subirono un destino smile a quello del 21º battaglione, arrivando a sopraffare tutta la divisione della Nuova Zelanda che in totale subì 800 morti 1699 feriti e 2042 uomini furono fatti prigionieri solo in questo primo giorno di scontri.
Un contrattacco del 4th Royal Tank Regiment (4th RTR) fece ritirare le unità tedesche si ritirarono di 900 metri, formando una nuova posizione difensiva.
Durante il 29 novembre, le due brigate corazzate britanniche erano passive (come anche la 1ª Brigata sudafricana), a causa della minaccia delle divisioni panzer.
In serata, la 1ª brigata sudafricana fu posta sotto il comando della 2ª divisione neozelandese e gli fu ordinato di avanzare verso nord per tentare di riconquistare Quota 175 (occupata dal generale Balotta). Le intercettazioni radio e di disinformazione fatta da tedeschi ed italiani portarono il quartier generale dell'ottava armata Alleata a credere che la 21ª divisione Panzer e la divisione Ariete fossero nei guai e il tenente generale Neil Ritchie ordinò alla 7ª divisione corazzata di "attaccarli come l'inferno", credendo che a causa delle difficoltà degli italo-tedeschi, la vittoria sarebbe stata semplice.

### 30 novembre
All'alba del 30 novembre, dopo l'impossibilità di conquistare Ed Duda, il generale Erwin Rommel ritirò la 15ª divisione Panzer a Bir Bu Creimisa, per tentare un attacco verso nord-est,  A metà pomeriggio, la 6ª Brigata neozelandese (i cui quattro battaglioni erano di circa 200 uomini ciascuno), fu attaccata all'estremità occidentale della posizione di Sidi Rezegh. Il 24° battaglione fu invaso così come due compagnie del 26° battaglione, perdendo 600 uomini (tra morti e prigionieri) e diversi cannoni. Sul fianco orientale, il 25º Battaglione respinse un attacco della Divisione Ariete. Freyberg chiese di ritirare i resti della brigata nel perimetro di Tobruk, ma gli venne negato (dato che gli Alleati erano ancora convinti che l'Ariete ed i Panzer tedeschi fossero in difficoltà). All'alba i sudafricani dopo una strenua resistenza misero fuori combattimento circa 19 tanks della Divisione Ariete, ma fallendo completamente nel tentativo di riconquistare Quota 175, ormai sotto il totale controllo del generale Balotta e dell'Ariete)

### 1 dicembre
Alle 6:15 del 1° dicembre, la 15ª divisione Panzer attaccò nuovamente verso Belhamed, supportata da un massiccio bombardamento di artiglieria, per respingere i neozelandesi dal perimetro di Tobruk. La 4ª brigata della Nuova Zelanda fu infine respinta e il 20° battaglione fu annientato, tagliando in due la divisione. Durante la mattinata, alla 7ª divisione corazzata era stato ordinato di avanzare e "contrattaccare i carri armati nemici a tutti i costi" e il 4° gruppo di brigata corazzata arrivò a nord di Sidi Rezegh intorno alle 9:00.
A quel punto, il generale Gott ricevette l'ordine di coprire il ritiro dei resti dei neozelandesi a sud.
Verso le 14:00 il generale Freyberg segnalò che senza i sudafricani la sua posizione sarebbe stata insostenibile e che intendeva ritirarsi.ed il generale Norrie, il comandante di corpo, approvò la decisione.
Intorno alle 14:15 le condizioni climatiche erano peggiorate ed il Desert Air Force era concentrato nell'area di El Adem a sostegno dei neozelandesi e della guarnigione di Tobruk.
In questo modo, la 15ª divisione Panzer tentò un nuovo attacco alle 14:30, questa volta vincente. L'Ariete, nel frattempo, aveva messo in sicurezza tutta l'area di Quota 175, dominando la vallata con i cannoni ed i carri a presidio, costringendo le forze Alleate ad indietreggiare e ricomporsi per la ritirata.
I neozelandesi, bombardati da entrambi i fianchi, si ritirarono nord-est lungo l'asse divisionale verso Zaafran, che era 8 km ad est di Belhamed e leggermente più a nord-est di Sidi Rezegh.

## Conseguenze

### Analisi
Successivamente il generale Freyberg scrisse un rapporto sulle avvenute tra il 23 novembre ed il 1º dicembre 1941, in cui descriveva come l'Afrika Korps fosse stato intrappolato ma che la suddivisione delle divisioni britanniche in gruppi di battaglia li aveva portati a essere sconfitti in modo frammentario (conclusione respinta da Auchinleck).
La 2ª divisione della Nuova Zelanda iniziò l'Operazione Crusader con 20000 uomini di cui, a seguito degli scontri con l'Ariete (che contava su poco più di 9000 uomini), 879 furono uccisi o morirono per le ferite, 1699 uomini furono feriti, 2042 fatti prigionieri, il totale delle vittime per la divisione fu di 4620 uomini.

### Operazioni successive
i combattimenti continuarono ancora per alcuni giorni ed una pausa dagli scontri si verificò tra la tarda sera del 2 dicembre e la mattina del 3 dicembre.
Le ostilità ricominciarono nel pomeriggio del 3 dicembre quando Rommel ordinò agli Afrika Corps di dirigersi a Bir el Gobi (dove iniziava la Seconda Battaglia di Bir el Gobi). Da notare che sia la Seconda Battaglia di Bir el Gobi che la Prima Battaglia di Bir el Gobi furono vinte grazie all'intervento decisivo della 132ª Divisione corazzata "Ariete" (sempre sotto il comando del Generale Mario Balotta).